# Ʊ́
Cette page contient des caractères spéciaux ou non latins. S’ils s’affichent mal (▯, ?, etc.), consultez la page d’aide Unicode.
Ʊ́ (minuscule : ʊ́), appelé upsilon accent aigu ou upsilon latin accent aigu, est une lettre additionnelle qui est utilisée pour écrire certaines langues africaines comme l’akaselem, l’anii, le foodo, le lokpa, le tafi ou le tem. Elle est composée d’un upsilon latin ‹ Ʊ ʊ › diacrité d’un accent aigu.

## Représentations informatiques
Cette lettre possède les représentations Unicode suivantes :
| formes    | représentations | chaînes de caractères | points de code | descriptions                                            |
| --------- | --------------- | --------------------- | -------------- | ------------------------------------------------------- |
| capitale  | Ʊ́               | Ʊ◌́                    | U+01B1 U+0301  | lettre majuscule latine upsilon diacritique accent aigu |
| minuscule | ʊ́               | ʊ◌́                    | U+028A U+0301  | lettre minuscule latine upsilon diacritique accent aigu |